# Limon
Limon é uma comuna francesa na região administrativa de Borgonha-Franco-Condado, no departamento Nièvre. Estende-se por uma área de 8,11 km². Em 2010 a comuna tinha 150 habitantes (densidade: 18,5 hab./km²).